# Autoportret w pracowni (Goya, 1790–95)
Autoportret w pracowni lub Autoportret przy sztalugach (hiszp. Autorretrato en el taller) – obraz olejny hiszpańskiego malarza Francisca Goi (1746–1828).
Goya wykonał wiele autoportretów – przynajmniej piętnaście jest uznawanych za autorskie, w sumie jest ich ponad trzydzieści. Używał różnych technik: malarstwa, grawerstwa i rysunku. Przedstawiał się także na różne sposoby, np. klasycznie przed sztalugami z atrybutami malarza: Autoportret z 1783 i na wzór Velázqueza i jego Panien dworskich ze swoimi ważnymi klientami: Rodzina Karola IV, Rodzina infanta don Luisa czy Hrabia Floridablanca. Pojawia się także w scenie religijnej Kazanie świętego Bernardyna ze Sieny przed Alfonsem Aragońskim, rodzajowej La novillada (Walka młodych byków), na rysunku ze swoją muzą księżną Albą czy na Autoportrecie z doktorem Arrietą namalowanym jako wotum dziękczynne. Oprócz autoportretów istnieją również podobizny Goi wykonane przez innych artystów, m.in. przez Vicentego Lópeza (Portret Goi w wieku osiemdziesięciu lat).
Jest to typowy „portret gabinetowy” o niewielkich rozmiarach. Goya przedstawił się w całej postaci w czasie pracy nad większym obrazem w warsztacie malarskim. Sposób w jaki artysta trzyma paletę i pędzle spoglądając na widza znad niedokończonego obrazu przypomina podobiznę Velazqueza, który umieścił samego siebie na obrazie Panny dworskie. Przez okno pracowni wpada dużo światła, pozostawiając postać artysty w cieniu, jednocześnie stwarzając możliwość wykazania się umiejętnością światłocieniowania. Goya ma na sobie modne ubranie typowe dla jego epoki, chociaż nie jest to strój, który zakładał do codziennej pracy. Pięknie zdobiony dublet z czerwoną lamówką, spodnie w poziome pasy oraz element malarskiego wyposażenia – kapelusz z przymocowanymi do ronda świecznikami. Umieszczał na nich świece, które oświetlały prace kończone o zmroku. W głębi widać niewielki stolik, na którym leży papier i przybory do pisania – najwyraźniej artysta chciał być postrzegany jako intelektualista.
Zastosowana technika szybko nakładanych plam z dużą ilością farby ma charakter impresjonistyczny. Goya namalował swój portret bez specjalnej dbałości o szczegóły, jak przystało na obraz wykonany z własnej inicjatywy.

## Proweniencja
Obraz trafił do zbiorów Królewskiej Akademii Sztuk Pięknych św. Ferdynanda w 1982. Znajdował się w kolekcji hrabiego Villagonzalo, a jego zakup został sfinansowany ze spuścizny mecenasa sztuki Fernanda Guitarte.